# Mala Ligojna
Mala Ligojna is een plaats in Slovenië en maakt deel uit van de gemeente Vrhnika in de NUTS-3-regio Osrednjeslovenska. De plaats telde 196 inwoners op 1 januari 2020.

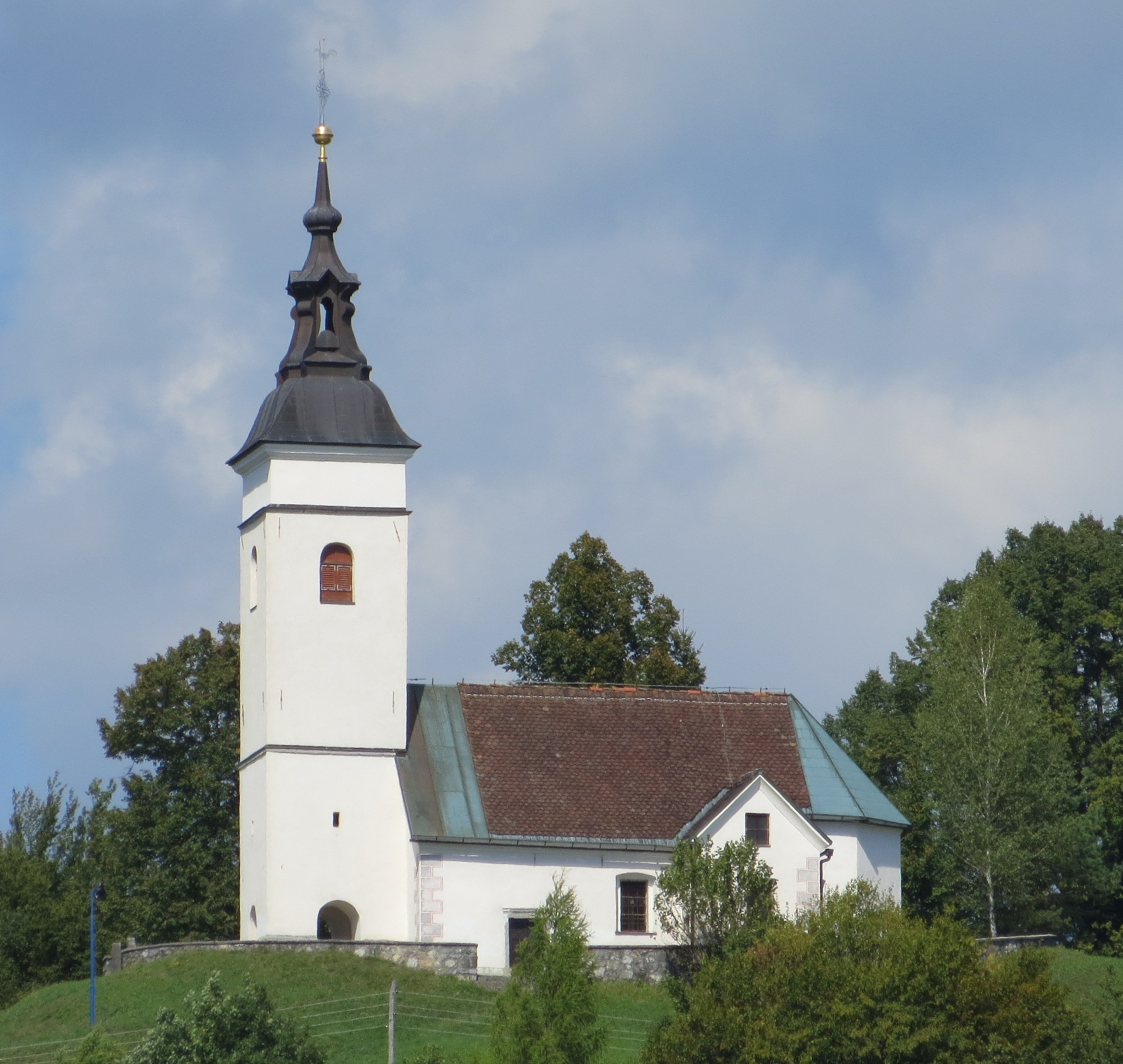
Kerk van Mala Ligojna
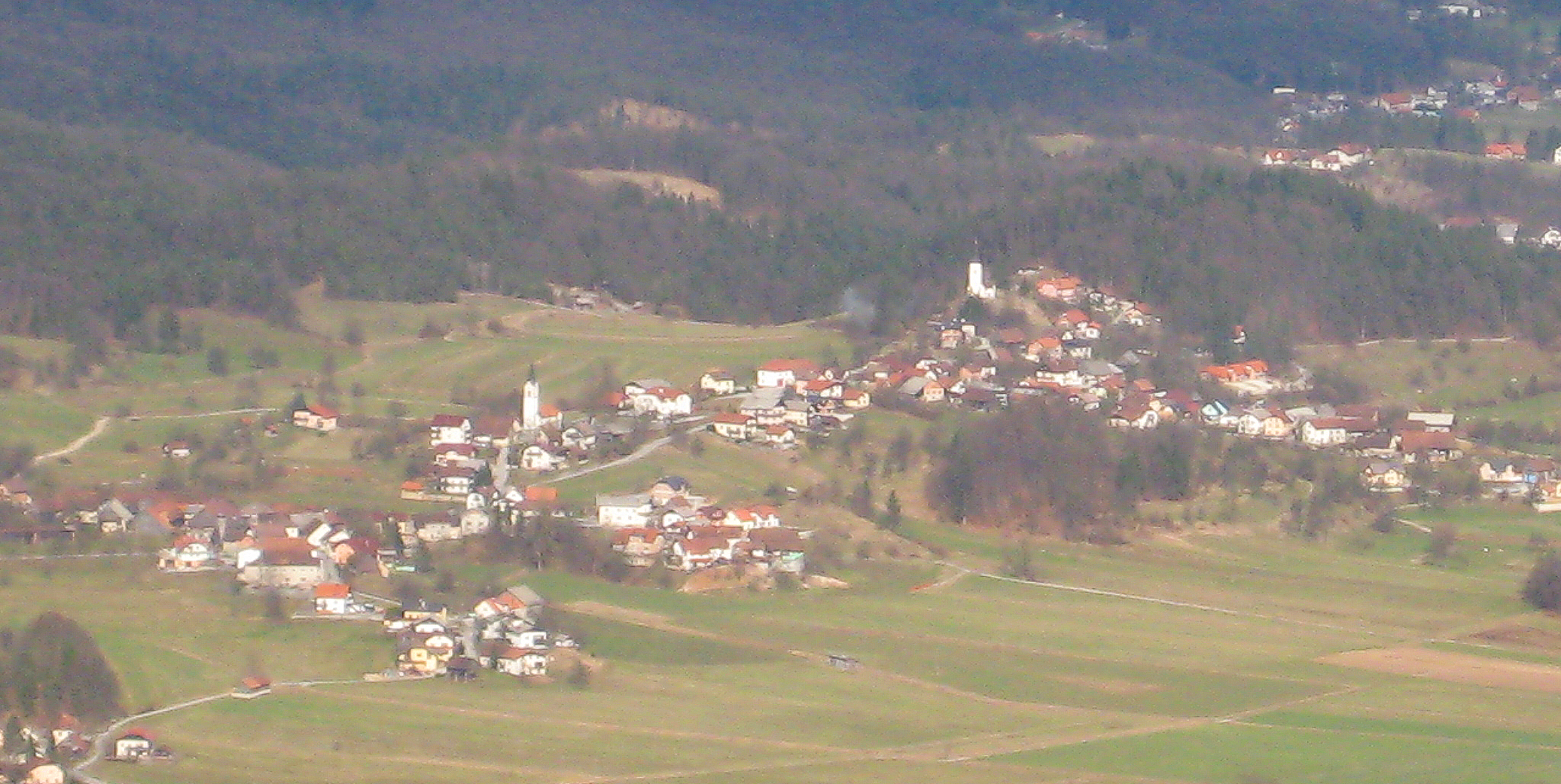
Mala Ligojna